# تاریخچه لباس باشگاه اینتر میلان

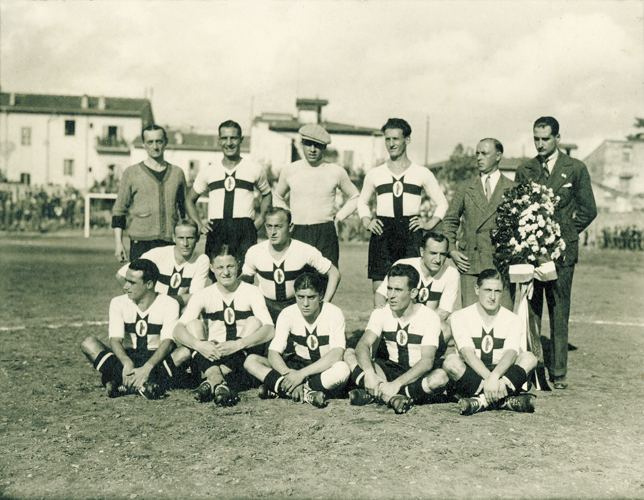
صلیب قرمز بر روی پیراهن باشگاه در فصل ۲۹–۱۹۲۸

در زمان تاسیس باشگاه در سال ۱۹۰۸، جورجو موجانی یکی از بنیان گذاران باشگاه اینتر که نقاش نیز بود، رنگ‌های آبی و مشکی را برای پیراهن باشگاه انتخاب کرد؛ رنگ آبی به نشانه آسمان و رنگ مشکی به نشانه شب. باشگاه اینتر تا سال ۱۹۲۸ از همان پیراهن‌های آبی و مشکی همیشگی خود استفاده می‌کرد.در سال ۱۹۲۸ و در دوره‌ای که ایتالیا تحت سیطره فاشیست‌ها بود، باشگاه مجبور شد با تیم «یو. اس. میلانزه» (Unione Sportiva Milanese) ادغام شود و به «اس. اس. آمبروزیانا» (Società Sportiva Ambrosiana) تغییر نام داد. برای فصل ۲۹–۱۹۲۸، باشگاه از پیراهن‌های سفید که یک صلیب قرمز بر روی آن حک شده بود استفاده کرد. طراحی این پیراهن از پرچم و لباس نظامیان شهر میلان الهام گرفته شده بود. در سال ۱۹۲۹، اورسته سیمونوتی رئیس جدید باشگاه، نام تیم را به «آ.اس. آمبروزیانا» (Associazione Sportiva Ambrosiana) تغییر داد؛ همچنین پیراهن‌های آبی و مشکی دوباره مورد استفاده قرار گرفت.
در سال ۱۹۴۰، باشگاه برای اولین بار از پیراهن‌های دوم خود رونمایی کرد. پیراهن‌های دوم باشگاه اغلب به رنگ سفید می‌باشد، به غیر از فصل ۰۴–۲۰۰۳ که از رنگ زرد و ۱۳–۲۰۱۲ از رنگ قرمز برای پیراهن‌های دوم استفاده شد. در سال ۲۰۰۸ و به مناسبت صدمین سال تاسیس باشگاه، از لباس‌های دوم که یک صلیب قرمز بر روی آن نقش بسته بود رونمایی شد. این صلیب یادآور پرچم شهر میلان است. از این صلیب در لباس سوم باشگاه در بعضی از فصل‌ها نیز استفاده شد.

## لباس‌های اول باشگاه اینتر از ابتدا تا کنون
| ۱۹۰۸–۰۹ | ۱۹۰۹–۱۰ | ۱۹۱۰–۱۵ | ۱۹۱۹–۲۰ | ۱۹۲۰–۲۱ | ۱۹۲۱–۲۴ | ۱۹۲۴–۲۸ | ۱۹۲۸–۲۹ | ۱۹۲۹–۳۰ | ۱۹۳۰–۳۱ |
| ۱۹۳۱–۳۲ | ۱۹۳۲–۳۶ | ۱۹۳۶–۳۷ | ۱۹۳۷–۳۸ | ۱۹۳۸–۳۹ | ۱۹۳۹–۴۰ | ۱۹۴۰–۴۱ | ۱۹۴۱–۴۷ | ۱۹۴۷–۵۳ | ۱۹۵۳–۵۵ |
| ۱۹۵۵–۵۷ | ۱۹۵۷–۵۹ | ۱۹۵۹–۶۰ | ۱۹۶۰–۶۱ | ۱۹۶۱–۶۲ | ۱۹۶۲–۶۳ | ۱۹۶۳–۶۴ | ۱۹۶۴–۶۵ | ۱۹۶۵–۶۶ | ۱۹۶۶–۶۷ |
| ۱۹۶۷–۷۱ | ۱۹۷۱–۷۲ | ۱۹۷۲–۷۳ | ۱۹۷۳–۷۴ | ۱۹۷۴–۷۵ | ۱۹۷۵–۷۶ | ۱۹۷۶–۷۷ | ۱۹۷۷–۷۸ | ۱۹۷۸–۷۹ | ۱۹۷۹–۸۰ |
| ۱۹۸۰–۸۱ | ۱۹۸۱–۸۲ | ۱۹۸۲–۸۳ | ۱۹۸۳–۸۶ | ۱۹۸۶–۸۸ | ۱۹۸۸–۸۹ | ۱۹۸۹–۹۰ | ۱۹۹۰–۹۱ | ۱۹۹۱–۹۲ | ۱۹۹۲–۹۴ |
| ۱۹۹۴–۹۵ | ۱۹۹۵–۹۶ | ۱۹۹۶–۹۷ | ۱۹۹۷–۹۸ | ۱۹۹۸–۹۹ | ۱۹۹۹–۰۰ | ۲۰۰۰–۰۱ | ۲۰۰۱–۰۲ | ۲۰۰۲–۰۳ | ۲۰۰۳–۰۴ |
| ۲۰۰۴–۰۵ | ۲۰۰۵–۰۶ | ۲۰۰۶–۰۷ | ۲۰۰۷–۰۸ | ۲۰۰۸–۰۹ | ۲۰۰۹–۱۰ | ۲۰۱۰–۱۱ | ۲۰۱۱–۱۲ | ۲۰۱۲–۱۳ | ۲۰۱۳–۱۴ |
| ۲۰۱۴–۱۵ | ۲۰۱۵–۱۶ | ۲۰۱۶–۱۷ | ۲۰۱۷–۱۸ | ۲۰۱۸–۱۹ | ۲۰۱۹–۲۰ | ۲۰۲۰–۲۱ | ۲۰۲۱–۲۲ | ۲۰۲۲–۲۳ | ۲۰۲۳–۲۴ |
| ۲۰۲۴–۲۵ | ۲۰۲۵–۲۶ |         |         |         |         |         |         |         |         |

## لباس‌های دوم باشگاه اینتر
| ۱۹۴۰    | ۱۹۵۶–۶۵ | ۱۹۶۶–۶۷ | ۱۹۶۷–۷۰ | ۱۹۷۰–۷۱ | ۱۹۷۱–۷۲ | ۱۹۷۲–۷۴ | ۱۹۷۴–۷۵ | ۱۹۷۵–۷۶ | ۱۹۷۶–۷۸ |
| ۱۹۷۸–۷۹ | ۱۹۷۹–۸۰ | ۱۹۸۰–۸۱ | ۱۹۸۱–۸۲ | ۱۹۸۲–۸۳ | ۱۹۸۳–۸۶ | ۱۹۸۶–۸۸ | ۱۹۸۹–۹۰ | ۱۹۹۰–۹۱ | ۱۹۹۱–۹۳ |
| ۱۹۹۳–۹۵ | ۱۹۹۵–۹۶ | ۱۹۹۶–۹۷ | ۱۹۹۷–۹۸ | ۱۹۹۸–۹۹ | ۱۹۹۹–۰۰ | ۲۰۰۰–۰۱ | ۲۰۰۱–۰۲ | ۲۰۰۲–۰۳ | ۲۰۰۳–۰۴ |
| ۲۰۰۴–۰۵ | ۲۰۰۵–۰۶ | ۲۰۰۶–۰۷ | ۲۰۰۷–۰۸ | ۲۰۰۸–۰۹ | ۲۰۰۹–۱۰ | ۲۰۱۰–۱۱ | ۲۰۱۱–۱۲ | ۲۰۱۲–۱۳ | ۲۰۱۳–۱۴ |
| ۲۰۱۴–۱۵ | ۲۰۱۵–۱۶ | ۲۰۱۶–۱۷ | ۲۰۱۷–۱۸ | ۲۰۱۸–۱۹ | ۲۰۱۹–۲۰ | ۲۰۲۰–۲۱ | ۲۰۲۱–۲۲ | ۲۰۲۲–۲۳ | ۲۰۲۳–۲۴ |

## لباس‌های سوم باشگاه اینتر
| ۱۹۲۷–۲۸ | ۱۹۸۰–۸۱ | ۱۹۹۱–۹۵ | ۱۹۹۵–۹۶ | ۱۹۹۶–۹۷ | ۱۹۹۷–۹۸ | ۱۹۹۸–۹۹ | ۱۹۹۹–۰۰ | ۲۰۰۰–۰۱ | ۲۰۰۱–۰۲ |
| ۲۰۰۲–۰۳ | ۲۰۰۳–۰۴ | ۲۰۰۴–۰۵ | ۲۰۰۸–۰۹ | ۲۰۰۹–۱۰ | ۲۰۱۲–۱۳ | ۲۰۱۳–۱۴ | ۲۰۱۴–۱۵ | ۲۰۱۵–۱۶ | ۲۰۱۶–۱۷ |
| ۲۰۱۷–۱۸ | ۲۰۱۸–۱۹ | ۲۰۱۹–۲۰ | ۲۰۲۰–۲۱ | ۲۰۲۱–۲۲ | ۲۰۲۲–۲۳ | ۲۰۲۳–۲۴ |         |         |         |